# ガッサーン・カナファーニー
ガッサーン・カナファーニー（アラビア語: غسان كنفاني, 転写：Ghassān Kanafānī、標準英字表記：Ghassan Kanafani、1936年4月9日 - 1972年7月8日）は、現代パレスチナを代表する小説家であり、ジャーナリスト。『太陽の男たち』、『ハイファに戻って』などの作品がとくに知られている。パレスチナ解放人民戦線（PFLP）の活動家でもあり、1972年に爆殺された。

## 略歴
ガッサーン・ファイーズ・カナファーニーは1936年、イギリス委任統治下パレスチナのアッカ(現イスラエル領)で、スンナ派ムスリムの両親のもとに生まれた。弁護士だった父は、中流家庭の習いとして彼をフランス系のミッション・スクールに入学させた。しかし1948年、武装ユダヤ人によるデイル・ヤーシーン村虐殺事件が起こるとその後の混乱はアッカにも及び、一家はシリアのザバダーニへと逃れた。間もなく一家でダマスカスに移り、そこでパレスチナ難民として生活する。家計は厳しくなり、ガッサーンも夜学に通いながら日中は稼ぎに出る生活を送った。
1952年、ダマスカスで中等教育を終えるとともに、国連パレスチナ難民救済事業機関（UNRWA）から教職の資格を得、同年ダマスカス大学のアラビア語学科に入学する。しかし翌1953年にジョージ・ハバシュの紹介で左派系汎アラブ主義団体であるHarakat al-Qawmiyyin al-Arab（アラブ人の民族運動-en:Arab Nationalist Movement (ANM)) ）に参加し、その事が原因で1955年に退学となった。
1955年、ダマスカスでUNRWAが運営する学校で教員となる。翌年には姉が住むクウェートに移り、ここでも教職に就く。その経験は、短編小説「路傍の菓子パン」（『ハイファに戻って／太陽の男たち』所収。）に活かされている。その一方で政治活動にも力を注ぎ、ANMの機関紙「al-Ra'i」の編集を担当する。この時期より糖尿病の症状が現れ、生涯インシュリン注射が欠かせなくなったとされる。
1960年ANMの機関紙アル・フッリーヤからの求めによってレバノンのベイルートへ移り、同紙の編集を務める。また、この頃マルクス・レーニン主義へと傾倒していった。その後1963年にアル・ムハッリル（Al Muharrir）紙、1967年にアル・アンワル紙と渡り歩き、同年パレスチナ解放人民戦線 (PFLP) が設立されると、そのスポークスマンに就任した。1969年、PFLPの週刊誌アル・ハダフの主幹として編集にも携わり、エッセイと論説を書いた。
カナファーニーは、現代アラビア語文学の主要な作家の一人であり、代表的なパレスチナ文学の作家としても認知されている。パレスチナ解放闘争という、故郷と自身の自由の追求という苦闘の中で生まれた彼の作品は、主としてパレスチナの解放闘争を主題とし、しばしばパレスチナ難民としての自身の経験にも触れたものとなっている。
処女作は短編『十二号ベッドの死』（1961年）。『君たちに残されたもの』（1966年）などの小説のほか、『シオニストの文学』（1970年）といった文学評論でも知られる。中でも、短編『太陽の男たち』（1968年）は、現代アラビア語文学の傑作の一つに数えられ、今日に至るまで非常に高い評価を得ている。
1972年7月8日、カナファーニーはレバノンの首都ベイルートで姪とともに、自分の車に仕掛けられていた爆弾の爆発により暗殺された。カナファーニーがPFLPの活動家であったことから、爆発物を仕掛けたのはイスラエルの特殊部隊である可能性が指摘されている。
1961年にデンマーク人の児童人権活動家の女性と結婚、2人の子供がある。

## 著作
アラビア語圏では、現代エジプトを代表する作家の一人であるユースフ・イドリースの序文が掲げられた3巻の全集が刊行されている。

### 日本語訳
日本では、他のアラブ人作家と同様に著作の翻訳・刊行数は少なく、パレスチナ文学、ポストコロニアル文学の代表例として採り上げられることもしばしばである。
2005年からアラブ文学者の岡真理によって幾つかの作品が新たに翻訳され始めた。2009年には『日本経済新聞』のコラム「春秋」欄で「ハイファに戻って」が採り上げられたことがきっかけとなり、河出書房新社より『太陽の男たち/ハイファに戻って』が、およそ20年振りに再刊された。
- 『現代アラブ文学選』野間宏責任編集
[収録作品] ハイファに戻って/占領下パレスチナにおける抵抗文学
奴田原睦明・高良留美子訳、創樹社、1974年6月25日発行。 ISBN 978-4-7943-0037-9 （品切れ）

- 『現代アラブ小説全集7：太陽の男たち / ハイファに戻って』
[収録作品] 太陽の男たち/悲しいオレンジの実る土地/路傍の菓子パン/盗まれたシャツ/彼岸へ/戦闘の時/ハイファに戻って
解説：奴田原睦明。寄稿：大江健三郎「カナファーニー集に後記を書く資格のないものとして：アラブのエクリチュール」。
黒田寿郎・奴田原睦明訳、河出書房新社、1978年5月20日発行（品切れ）

- 『現代アラブ小説全集7：太陽の男たち / ハイファに戻って』（新装版）
河出書房新社、1988年12月。ISBN 978-4-309-60187-8　（品切れ）

- 『ハイファに戻って / 太陽の男たち』（新装新版）
[収録作品] 太陽の男たち/悲しいオレンジの実る土地/路傍の菓子パン/盗まれたシャツ/彼岸へ/戦闘の時/ハイファに戻って
黒田寿郎・奴田原睦明訳、河出書房新社、2009年2月27日発行。 ISBN 978-4-309-20518-2
（上記アラブ小説全集の新装版だが、大江健三郎のエッセイは未収録。
- 『池澤夏樹=個人編集 世界文学全集』Ⅲ-5「短編コレクションⅠ」
  - 「ラムレの証言」（岡真理訳）を収録。河出書房新社、2010年7月。ISBN 978-4-309-70969-7
- 『ハイファに戻って / 太陽の男たち』（文庫版）
  - 訳者、収録作品は上記と同じ。文庫版解説：西加奈子。河出文庫、2017年。ISBN 978-4-309-46446-6

## 映画化作品
- 『太陽の男たち』（The Dupes Al makhuduoun） - タウフィーク・サーレフ監督・脚本、1971年シリア作品。